# Каттасойська гребля
Каттасойська гребля — гідротехнічна споруда на півночі Таджикистану.
Греблю спорудили в 1965 році на річці Каттасой, що дренує північний схил Туркестанського хребта та первісно була лівою притокою Сирдар'ї (наразі води повністю розбираються для господарської діяльності). Можливо також зустріти згадки, що до водосховища греблі якимось чином надходить ресурс зі сточищ річок Басманда та Шахристансай, що стікають з Туркестанського хребта на схід та захід від Каттасаю відповідно.
У межах проєкту долину річки перекрили насипною греблею висотою 55 метрів та довжиною понад сім з половиною сотень метрів.
Гребля утримує водосховище з нормальним рівнем поверхні на позначці 1168 метрів НРМ, якому відповідає об'єм 55 млн м3 та площа поверхні 2,9 км2. Є відомості, що унаслідок замулення водосховище вже втратило не менш як 10,8 млн м3 зі свого об'єму.
Призначенням споруди є іригація, водопостачання та захист від повеней (на додачу воно має рекреаційну функцію).
Каттасойська гребля також відома встановленою на її гребені гігантською статуєю Леніна.